# Déception
Pour les articles homonymes, voir Déception (homonymie).

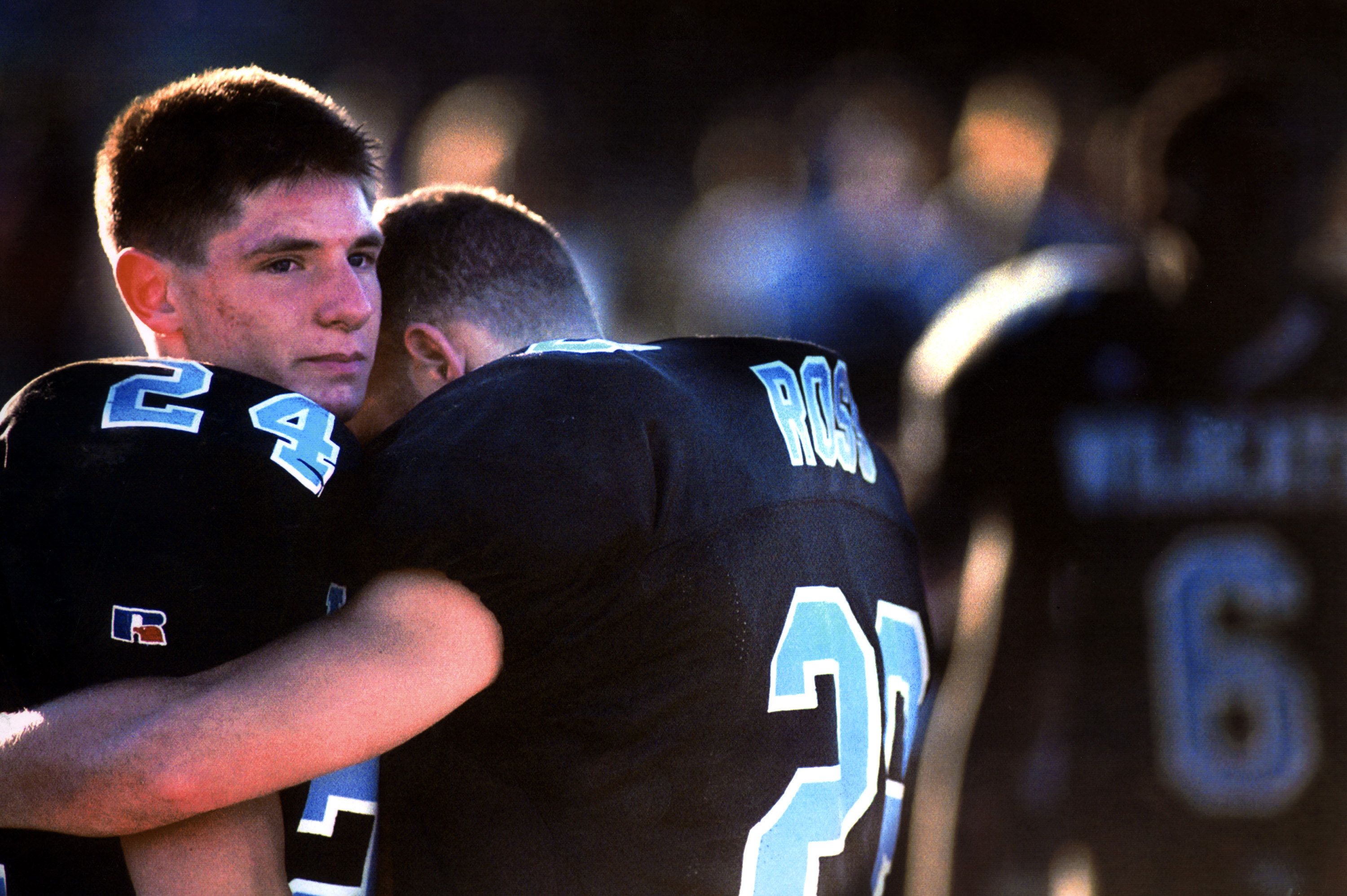
Déception exprimée d'une équipe de football américain lors d'une défaite.

La déception est un état ou un sentiment induit par une insatisfaction ou un échec. Elle peut être la source d'un stress psychologique à force d'entraîner plusieurs réactions négatives. Les individus ayant expérimenté une déception à de nombreuses reprises peuvent souvent passer d'un état optimiste à celui de pessimiste aux dépens des conséquences psychologiques que cela a engendré.

## Psychologie

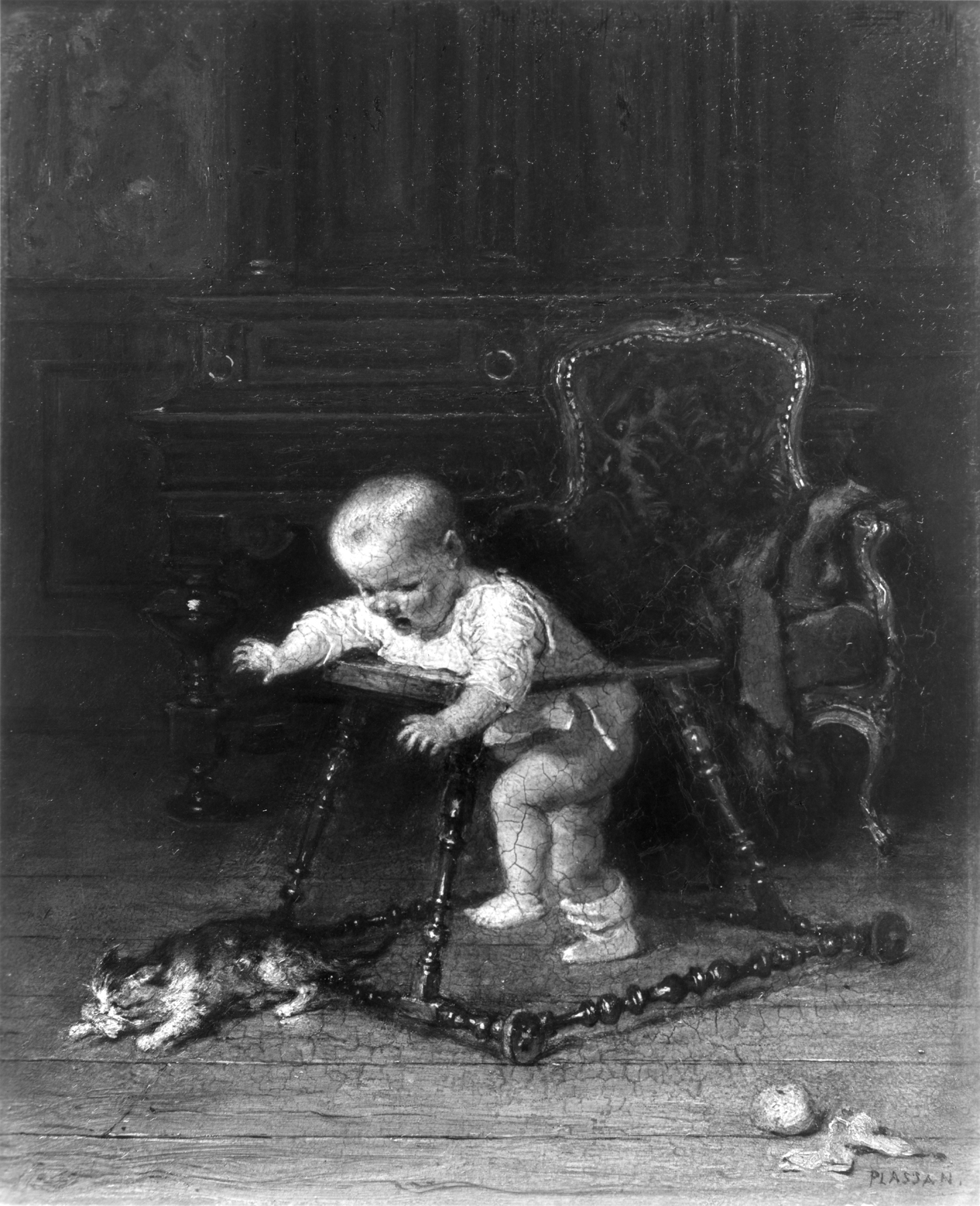
Sur cette toile d'Antoine-Émile Plassan, la déception est représentée par un garçonnet, bloqué dans son trotteur en bois, tentant d'attraper en vain le chat au sol (Walters Art Museum).

La déception est une réponse subjective liée à des recherches émotionnelles anticipées. Les conséquences psychologiques de la déception varient grandement selon les situations et les individus ; certains s'en remettent rapidement tandis que d'autres tendent à virer vers la frustration, le blâme (envers les autres ou envers soi) ou la dépression voire devenir dépressifs. Une étude menée en 2003 sur de jeunes enfants issus de parents ayant des antécédents dépressifs démontre que ces premiers seraient génétiquement prédisposés à se remettre lentement d'une déception. Ceci étant, un petit enfant doit aussi faire l'expérience de quelques déceptions quant à son impatience à être contenté pour lui permettre d'accéder au désir, à l'échange et plus tard à l'altérité.